# تسويوشي سيكيتو
تسويوشي سيكيتو (باليابانية: 関戸 剛)، من مواليد 3 أبريل 1963، هو مؤلف وملحن وموسيقي ياباني، يعمل في شركة سكوير إنكس منذ عام 1995. كمؤلف موسيقي ، اشتهر بتسجيله الموسيقي لألعاب برايف فينسر موساشي، و"فاينال فانتازي 7: ظهور الأطفال" و "آخر البقايا". كما يعزف على الجيتار في فرق الروك ذا بلاك ماغز، و ذا ستار أونيونز،. تقوم كلتا المجموعتين بترتيب وتنفيذ تركيبات من سلسلة فاينل فانتسي.